# كول آها (ايرلندا)
كول آها (بالأيرلندية: Cúil Aodha) وتُنطق [ˌkuːlʲ ˈeː]، وتُ anglicised كـ Coolea، هي قرية وبلدة تقع ضمن منطقة غايلتخت موسكري في مقاطعة كورك جنوب غرب أيرلندا.
تقع المنطقة بالقرب من منبع نهر سولان (River Sullane)، في جبال ديرناساغارت (Derrynasaggart Mountains)، وتتميز بطبيعتها الجبلية الخضراء وتقاليدها الثقافية المرتبطة باللغة الأيرلندية والموسيقى التقليدية.
تُعد كول آها من القرى المهمة في دعم اللغة الأيرلندية، إذ أنها جزء من "غايلتخت"، وهي المناطق الرسمية التي تُعتبر فيها الأيرلندية اللغة الأساسية في التعليم والحياة العامة، وتحظى بدعم حكومي للحفاظ على الهوية الثقافية واللغوية.